# ماسرة
ماسرة إحدى بلديات دائرة ماسرى التابعة لولاية مستغانم الجزائرية. يعود تاريخ إنشاء البلدية إلى سنة 1841 من طرف الاستعمار الفرنسي وكانت تسمى آنذاك باسم أبوكير إلى غاية ,1962 حيث تمّ الاستغناء عنه نهائيا واسترجعت اسم ماسرة، وهو الاسم الذي كانت تعرف به المنطقة منذ العهد التركي. وحسب الروايات التي استقيناها من طرف بعض الشيوخ المصلحين أبا عن جد عن تاريخ ماسرة، فإنها كانت منطقة غنية بالمياه الجوفية منذ زمان، كما أنها عرفت عبر التاريخ القديم أحداثا كبرى، حيث لا تزال بعض الأثار والمعالم التاريخية شاهدة على أن الإنسان الأول ما قبل التاريخ عاش بالمنطقة، ومنها موقع أثري يحمل اسم رجال الكهف لا تزال إلى اليوم فيه مغارات تحت الأرض ولا أحد يعرف أسرار مداخلها ما عدا تلك الأدوات والأواني القديمة ومكتشفات نادرة تمّ العثور عليها من طرف باحثين أثريين بمبادرة من الباحث والمؤرخ عبد القادر بن عيسى رحمه اللّه الذي كان مهتما بالمواقع والمعالم الأثرية عندما كان مديرا للثقافة بولاية مستغانم في سنة .1984
هذا، فضلا عن تلك المعالم المتواجدة بغابة سيدي بن ذهيبة، وإن بلدية ماسرة عرفت منذ الاستقلال إلى يومنا هذا قفزة عمرانية وكثافة سكانية نظرا لموقعها الاستراتيجي على الطريق الوطني الذي يتوسطها، وكذلك قربها المدينة مستغانم بمسافة 12 كلم ومدينة غليزان بمسافة 44 كلم. كما أن النمو الديمغرافي الذي عرفته تطّلب من مسؤولي البلدية الذين تعاقبوا على تسييرها التركيز على إنجاز مشاريع ذات أولوية، ومنها الماء الشروب وقنوات صرف المياه والمرافق الصحية وتعبيد الطرقات، وللقضاء على أزمة الماء أدت المشاريع إلى إنجاز خزانات منها خزان جديد بسعة 2000 متر مكعب وموقعين 02 لمصادر الماء ومضختين 02 و04 محطات للتنقيب.[بحاجة لمصدر]